# Calastacus stilirostris
Calastacus stilirostris is een tienpotigensoort uit de familie van de Axiidae. De wetenschappelijke naam van de soort is voor het eerst geldig gepubliceerd in 1895 door Faxon.